# Ristijärvi
Ristijärvi este o comună din Finlanda.